# NGC 3515
NGC 3515 ist eine Spiralgalaxie vom Hubble-Typ Sbc und liegt im Sternbild Kleiner Löwe am Nordsternhimmel. Sie ist schätzungsweise 388 Millionen Lichtjahre von der Milchstraße entfernt und hat einen Durchmesser von etwa 105.000 Lj.
Im selben Himmelsareal befinden sich u. a. die Galaxien NGC 3504, NGC 3510, NGC 3512, NGC 3527.
Das Objekt wurde am 20. April 1882 von Édouard Stephan entdeckt.